# Заслуженный артист Туркменской ССР
Заслуженный артист Туркменской ССР — почётное звание, присваивалось Президиумом Верховного Совета Туркменской ССР и являлось одной из форм признания государством и обществом заслуг отличившихся граждан. Учреждено 28 февраля 1940 года.
Присваивалось выдающимся деятелям искусства, особо отличившимся в деле развития театра, музыки, кино, цирка, режиссёрам, композиторам, дирижёрам, концертмейстерам, художественным руководителям музыкальных, хоровых, танцевальных и других коллективов, другим творческим работникам, музыкантам-исполнителям за высокое мастерство, и содействие развитию искусства.
Следующей степенью признания было присвоение звания «Народный артист Туркменской ССР», затем «Народный артист СССР».
Начиная с 1919 и до указа 1940 года присваивалось звание «Заслуженный артист Республики». Присваивалось оно коллегиями Наркомпроса республик, приказами наркомов просвещения, исполкомами областных и краевых советов.
Первым награждённым в 1957 году был Менглет, Георгий Павлович — артист цирка.

Последним награждённым этим почётным званием в 1986 году был Ходжадурды Нарлиев — режиссёр Туркменфильма.
С распадом Советского Союза в Туркменистане звание «Заслуженный артист Туркменской ССР» было заменено званием «Заслуженный артист Туркменистана», при этом учитывая заслуги граждан Республики Туркменистан, награждённых государственными наградами бывших СССР и Туркменской ССР, за ними сохранились права и обязанности, предусмотренные законодательством бывших СССР и Туркменской ССР о наградах.